# 81859 Joetaylor
81859 Joetaylor este un asteroid din centura principală de asteroizi.

## Descriere
81859 Joetaylor este un asteroid din centura principală de asteroizi. A fost descoperit pe 29 mai 2000 la Socorro, New Mexico, în cadrul proiectului LINEAR. Asteroidul prezintă o orbită caracterizată de o semiaxă mare de 2,58 ua, o excentricitate de 0,14 și o înclinație de 7,4° în raport cu ecliptica.